# معركة طنجة (1437)
معركة طنجة  1437م، ويشار إليها أحياناً بحصار طنجة، هي محاولة قامت بها قوة تدخل سريع برتغالية للاستيلاء على قلعة طنجة شمال المغرب، وهزيمتهم اللاحقة على يد جيوش سلطنة المغرب المرينية.
قوة التدخل البرتغالية تحت قيادة هنريك الملاح، دوق ڤيسيو، خرجت من البرتغال في أغسطس 1437م، عازمة الاستيلاء على عدد من القلاع الساحلية المغربية. ضرب الپرتغاليون حصاراً على طنجة في منتصف سبتمبر. بعد عدة محاولات فاشلة للهجوم على المدينة، هوجمت وهزمت القوات الپرتغالية على يد جيش إنقاذ مغربي ضخم تحت قيادة الوزير أبو زكريا يحيى الوطاسي من فاس. في النهاية حاصر المغاربة المعسكر الپرتغالي وجوعوه حتى يستسلم. للحفاظ على جيشه من الدمار، تفاوض هنريك حول معاهدة يعد فيها برد قلعة سبتة (كان قد استولوا عليها عام 1415) إلى المغرب، في مقابل السماح له بسحب قواته. كما اتضح، لم يتم الالتزام بهذه المعاهدة، قرر الپرتغاليون الاحتفاظ بسبته وتسليم رهينة پرتغاليين إنفانتي فرناندو شقيق الملك، ليظل أسيراً لدى المغاربة، حيث لقى حتفه عام 1443.
كانت هزيمة طنجة نكسة كبيرة لهيبة وسمعة هنريك الملاح، الذي خطط بنفسه للحملة وشجعها وقادها. في الوقت نفسه، فقد كانت نعمة كبيرة للمكاسب السياسية للوزير أبو زكريا يحيى الوطاسي، الذي تحول بين عشية وضحاها من عاهل غير محبوب إلى بطل قومي، مما سمح له ببسط سيطرته على المغرب.
كانت هذه الأولى من بين أربع محالات قام بها الپرتغاليون للسيطرة على طنجة في القرن 15.

### مقترح هنري

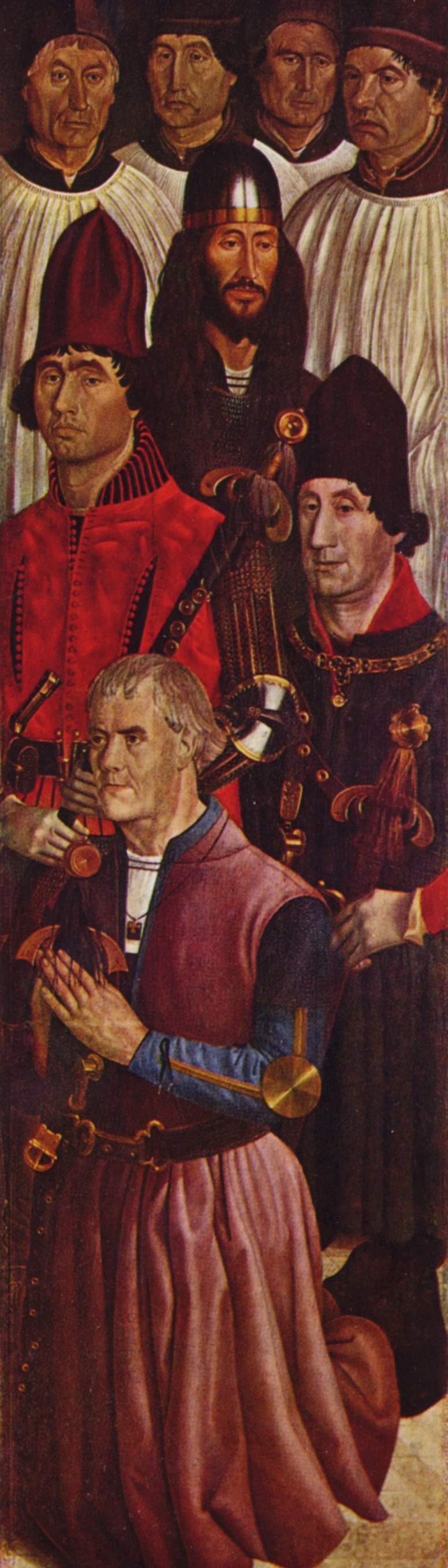
Panel of the famous polyptych of St. Vicent للرسام نونو غونسالفيس، يعتقد أنها تصوير لأبناء جواو الأول الأربعة: فرديناند القديس (أعلى بالأسود)، جواو، كونستابل البرتغال (يسار، بالأحمر)، پيتر من كويمبرا (اليمين، بالأخضر)، هنري الملاح (الأسفل، بالقرمزي)

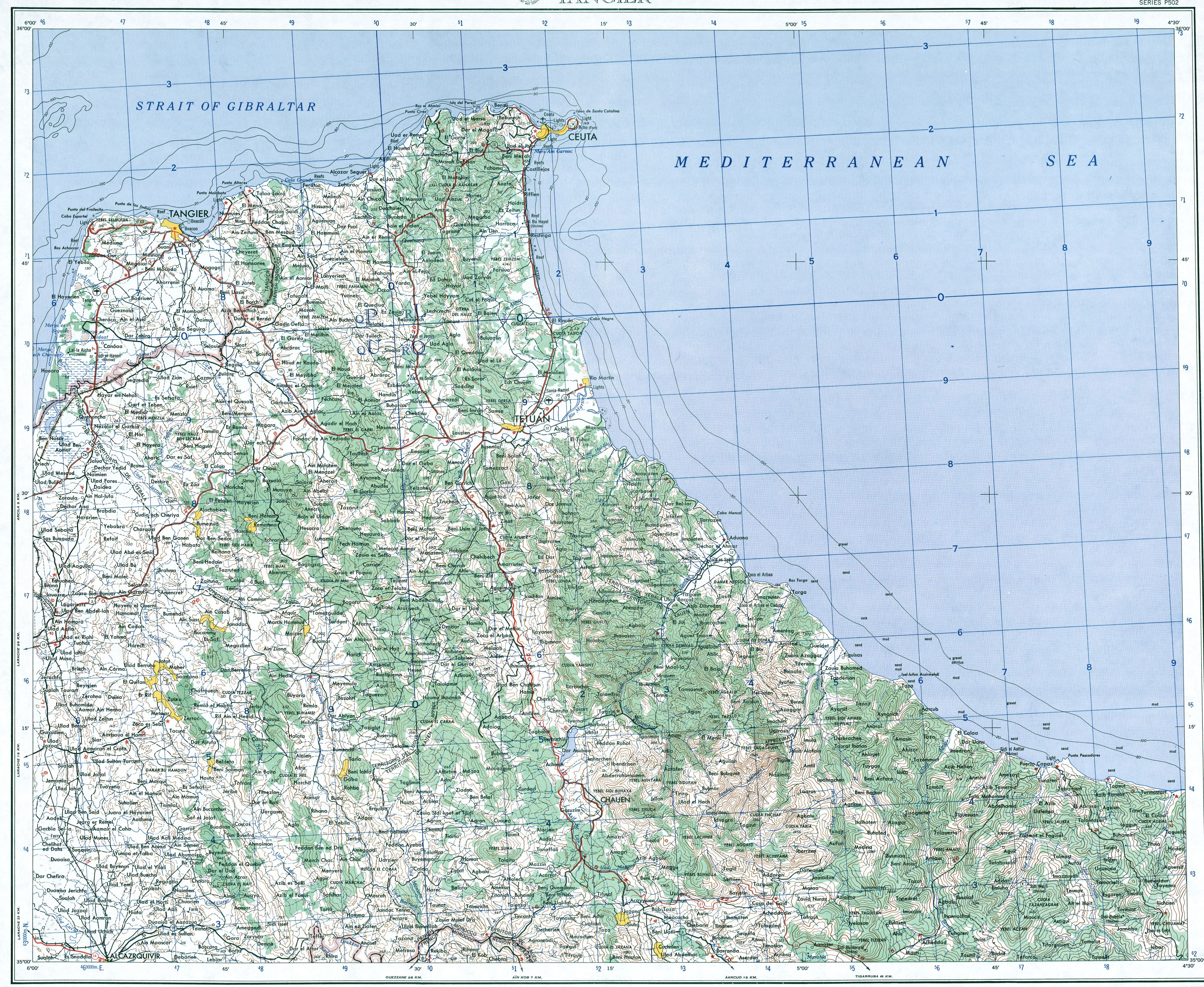
خريطة طبوغرافية لمنطقة طنجة سبتة (خريطة 1954)